# 自身调节
自动调节是许多生物系统中的一个过程，由一种内部适应性机制产生，该机制用于调整（或减轻）该系统对刺激的反应。 虽然身体的大多数系统都表现出某种程度的自动调节，但在肾脏、心脏和大脑中最为明显。这些器官的灌注对生命至关重要，通过自动调节，身体可以将血液（以及氧气）转移到最需要的地方。

## 脑血管
与大多数其他器官相比，大脑对血流量的增加或减少非常敏感，并且维持适当的脑血压涉及多种机制（代谢、肌源性和神经源性）。 脑血流自动调节在多种疾病状态下被取消，例如创伤性脑损伤、中风、脑肿瘤或持续异常高的二氧化碳水平。

## 心脏的同长和异长自动调节
在循环系统的背景下，同长自动调节是心脏在后负荷增加时增加收缩力和恢复每搏输出量的能力。通过Bowditch和Anrep效应，同长自动调节的发生与心肌细胞纤维长度无关。
- 通过Bowditch效应，正性肌力继发于心脏频率增加。确切机制仍然未知，可能是心脏暴露于收缩性物质的结果，由心脏频率增加引起的流量增加引起。[7]
- 通过Anrep效应，正性肌力继发于心室压力增加。[7]

这与受法兰克－史达林定律支配的异长调节形成对比，异长调节是由于纤维长度变化导致肌动蛋白和肌球蛋白丝在心肌细胞中更有利的定位所致。

## 肾脏
全身血压发生变化（约80-180 mmHg范围内），调节肾血流对于维持稳定的肾小球滤过率（GFR）很重要。在肾小球反馈机制中，肾脏会根据钠浓度的变化改变其自身的血流。尿滤液中的氯化钠水平由升肢末端的致密斑细胞感知。